# نورة منت سيمالي
نورة منت سيمالي مغنية موريتانية تمزج بين الموسيقى الصحراوية الحسانية و موسيقى الروك. بدأت نورة الغناء منذ سن 13 سنة مع زوجة أبيها الفنانة ديمي منت أبا. تغني نورة حاليا رفقة زوجها وتقوم فرقتها بجولات حول العالم للتعريف بالموسيقى الموريتانية. أول ألبوم دولي لها هو ألبوم «تزيني» صدر سنة 2014.